# Goodrich (Texas)
Goodrich é uma cidade localizada no estado norte-americano do Texas, no Condado de Polk.

## Demografia
Segundo o censo norte-americano de 2000, a sua população era de 243 habitantes.
Em 2006, foi estimada uma população de 278, um aumento de 35 (14.4%).

## Geografia
De acordo com o United States Census Bureau tem uma área de
1,8 km², dos quais 1,8 km² cobertos por terra e 0,0 km² cobertos por água. Goodrich localiza-se a aproximadamente 33 m acima do nível do mar.

## Localidades na vizinhança
O diagrama seguinte representa as localidades num raio de 28 km ao redor de Goodrich.